# Dischissus
Dischissus es un  género de coleópteros adéfagos perteneciente a la familia Carabidae.

## Especies
Comprende las siguientes especies:
- Dischissus alaticollis Bates, 1892
- Dischissus amoenulus Peringuey, 1896
- Dischissus angularis (Schaum, 1863)
- Dischissus baehri Kirschenhofer, 2000
- Dischissus bisemilunatus Xie & Yu, 1991
- Dischissus borneensis J.Frivaldszky, 1883
- Dischissus chaudoiri Andrewes, 1919
- Dischissus dehrandunensis Kirschenhofer, 2000
- Dischissus formaster Andrewes, 1936
- Dischissus guttiferus (Schaum, 1854)
- Dischissus hainanensis Tian & Chen, 1997
- Dischissus japonicus Andrewes, 1933
- Dischissus mirandus Bates, 1873
- Dischissus notulatoides Xie & Yu, 1991
- Dischissus notulatus (Fabricius, 1801)
- Dischissus obscuricornis (Laferte-Senectere, 1850)
- Dischissus phuongensis Kirschenhofer, 1994
- Dischissus pradieri (Chaudoir, 1869)
- Dischissus repertus Basilewsky, 1947
- Dischissus sapaensis Kirschenhofer, 1996
- Dischissus tsengjialiae Sustek, 1996